# Aeroportul Tingwall
Aeroportul Tingwall (IATA: LWK, ICAO: EGET) este un aeroport din Shetland, Scoția, Regatul Unit ce deservește zona Shetland. Aeroportul a fost tranzitat în 2022 de 2.886 de pasageri.
Situat la o altitudine de 14 m, aeroportul dispune de 1 pistă. Este operat de Shetland Islands Council⁠(d).

## Infrastructură

### Piste
Aeroportul dispune de o singură pistă. Pista 02/20 are suprafața de asfalt și dimensiunile 764 m × 18 m. 